# Епитафи Горачићанима, борцима Јаворског рата
Епитафи Горачићанима, борцима Јаворског рата представљају драгоцена историјска сведочанства о борбама и жртвама Српско-турских ратова вођеним од 1876. до 1878. године.
Сами надгробници могу поделити у две групе групе. Прве представљају кенотафи - „споменици над празним гробом” подизани ратницима сахрањеним на бојиштима или незнано где. У Србији ова пракса започиње са подизањем споменика  учесницима Првог и Другог српског устанка, а свој пуни замах добија након Балканских и Првог светског рата, када су кенотафи подизани не само крај путева − такозвани крајпуташи, већ и у црквеним портама и на сеоским гробљима, о чему сведочи натпис: 
Ево мој спомен вође
али није моје тело вође
већ сам га оставијо на положају
на бојној линији.
Другу групу представљају надгробници војницима који су преживели ратове 1876−78, а чије је учешће у ратовима у епитафима посебно истицано.

## Борци пали у ратовима 1876-1878.
Кенотаф Петру Зимоњи (†1876) (Горачићи – Зимоњића гробље)
Овде почива
раб божи
ПЕТАР В. ЗИМОЊА
војник I класе
народње војске
кои поживи 37 г.
а умро 9-ог јунија 1876 г.
Спомену га Гаврило брат.

 Кенотаф Владимиру Стевановићу (†1876) (Горачићи – Черговиште)
Оваи знак показуе:
краброг: Србина
ВЛАДИМИРА СТЕВАНОВИЋА
воиника: II класе :
коие на Пазару :
24-г иуна: у 1876 : г.
бранећисе :
од : турака погинуо :
Бог даму душу прости.
Оваи : билег : удариму :
ружица : супруга :
радомир едини син его
у 1880. г.

Кенотаф Видосаву Стевановићу (†1876) (Горачићи – Сјеничића гробље)
Оваи подпис
показуе краброг војника
I класе народне воиске
ВИДОСАВА СТЕВАНОВИЋА
од 20 г.
који погибео 27-г иуниа у 1876. го[дини]
код Новог Пазара
са Турцима борећи се
а спомену га г. Димитрије брат его
нежалећи труда.

Кенотаф Милети Трашевићу (†1876) (Горачићи – Зимоњића гробље)
Погледајте србски роде
и реците Бог да прости
МИЛЕТУ ТРАШЕВИЋА
из Горачића
војника II класе
народне војске
драгачевског батаљона 3 чете
кои часно и поштено поживи 39 год.
а на Тисовици 12 августа 1876 год.
за отечество и слободу
храбро борећи се од Турака погибе (...)

Кенотаф Глишу Главоњи (†1876) (Горачићи – Зимоњићи)
[Оваи билег]
показуе краброг Србина
ГЛИША ГЛАВОЊУ
из Горачића
бившег воиника II класе
драгачевског батаљона [III чете]
кои поживи 40 год.
а на Јавору 16 августа 1876 г.
за отечество (... ) бранећи [се]
од Турака погибе.
Бог да му душу прости.
Оваи му знак подиже
његов син Петроније.

 Кенотаф Милану Ружичићу (†1876) (Горачићи – Ружичића гробље)
Ој војници и путници
погледајте с пута роде
и читајте подпис овде
што ћеш стати и читати
не пожали труда свога
но споменте брата свога
и реците бог да прости брат
МИЛАНА РУЖИЧИЋА
житеља горачког
и војника II класе народне војске
Трнавског баталијона
поживи 40 г.
а 18-ог августа у 1876 г.
погибе на Пазару
бранећи себе и славу отечества
од турске силе (...)

Кенотаф Ники Јоровићу (†1978) (Горачићи – Јаковљевића гробље)
Бог да (...) душу прости
НИКУ ЈОРОВИЋА
ко[ји] је у своје старости 50 г.
учествовао у турском рату
а погибе 14 авг[уста] у 1876 г.
на Јавору.

Кенотаф Јанку Давидовићу (†1876) (Горачићи – Јаковљевића гробље)
Овај знак
показуе краброг Србина
ЈАНКА ДАВИДОВИЋА
из Горачића
ковача и воиника II класе
Народне војске
кои поживи 40.
а погибе на Погледи
27-ог августа 1876 го[дине].
Бог да му душу прости.
Оваи билег споменуше му
Аксентије и Миливоје синови.

Кенотаф Петронију Ковачевићу (†1876) (Горачићи – Черговиште)
Оваи знак показује
ПЕТРОНИЈА КОВАЧЕВИЋА
из Горачића
војника I класе народње војске,
трнавског баталиона
кои поживи 28 год.
а на Шиљеговцу
6 октомбра 1876 г.
за отечество
бранећисе од турака погибе
Бог да му душу прости. (...)

Кенотаф Василију Јањићу (†1876) (Горачићи – Зимоњића гробље)
О мили србски роде
не пожали труда свога
што ћеш стати и читати
оваи тужни биљег
кои показуе тијело
ВАСИЛИЈА Д. ЈАЊИЋА
из Горачића
бив[ши] воиник I класе
драгачевског батаљона
кои е у (...) години живота
погинуо 1876. године.
Овај спомен подигоше му
синови његови Ранисав Велисав
и супруга Љубица.
а писа Глишо Дмитрић
из Котраже.

Надгробни споменик Миливоју Поповићу (†1876) (Горачићи – Сјеничића гробље)
МИЛИВОЈЕ ПОПОВИЋ
Горачићи
пож. 35 г.
погибе на Јавору
турског рата 1876 г.
(...)
Бог да му душу прости. (...)

Надгробни споменик Вићентију Стевановићу (†1877) (Горачићи – Черговиште)
Обде почива:
раб + божи:
ВИЋЕНТИЈЕ СТЕВАНОВИЋ
водник I : класе народне : воиске:
коие верно: и усрдно 4 : године
книјаза и отечество: служио:
поживи 31: г.
умре: 5: дец. у 1877: г.
Оваи знак +
подигоше му
сретан иован и коста
поштована браћа и милое
едини син: Его
у 1878.

Кенотаф Петронију Радосавчевићу (†1877) (Горачићи – Черговиште)
Оваи знак показуе
ПЕТРОНИЈА РАДОСАВЧЕВИЋА
из Горачића
воиника I класе народне војске
кои поживи 26 г.
кои е на Куршумлији
26 де[цембра] у 1877 г.
борећисе против Турака погинуо.
Бог да му душу прости. (...)

Кенотаф Матији Зимоњи (†1878) (Горачићи – Зимоњића гробље)
Овај биљег показуе тијело
МАТИЈА ЗИМОЊА
из Горачића
бивш. војник II класе
Драгачевског баталиона
кои е у 38-ој год. живота свог
храбро борећи се у рату против Турака
за славу и слободу народа српскога
погинуо у битци на Соколовици
јануара 1878. год. (...)

Кенотаф Миладину Васиљевићу (†1878) (Горачићи – Петковића гробље)
Приђите ближе моја драга браћо
прочитајте спомен мој
мили отац и мати
ево мој спомен вође
али није моје тело вође
већ сам га оставијо на положају
на бојној линији
борећи се са Турцима
душманима нашим
кои су и данас
а ја борећи се
за веру и нашу слободу
мој сам живот и тело оставијо нође
МИЛАДИН ВАСИЉЕВИЋ
у 19 година свог живота
жртвовак [се] за веру и краља
1 јануара 1878 године.
Бог  да му душу прости. (...)

Кенотаф Јовану Главоњи (†1878) (Горачићи – Зимоњића гробље)
О мили србски роде
не пожали труда свога
што ћеш стати и читати
оваи тужни биљег
кои показуе тјело поч.
ЈОВАНА ГЛАВОЊУ
из Горачића
бивши воиник и десет[ник]
I класе Трнавског баталиона
кои у 37 год. живота свога
крабро борећи се против Турака
за славу и слободу народа србског
под владом књаза Милана М. Обреновића
погинуо у битци на Самокову
25 децембра 1878. г.
Бог  да му душу прости.
Писо Глишо Дмитрић
из Котраже.

## Борци преживели ратове 1876-1878.
Надгробни споменик Гаврилу Зимоњи (†1882) (Горачићи – Зимоњића гробље)
Овде : почива : раб божи
ГАВРИЛО ЗИМОЊА :
жител горачки
бивши војник у рату 1876 и 7 и 8 г.
кои часно поживи 55 г.
а умро је 6 октомбра 1882 г.
Бог да му душу прости. (...)

Надгробни споменик Миљку Петровићу (†1890) (Горачићи – Седларевића гробље)
Овде тико почива
раб божи
МИЉКО ПЕТРОВИЋ
житељ горачки
бивши војник у два рата
који часно поживи 46 год.
а престави се 15 јануара 1890 г.
Бог да му душу прости. (...)

Надгробни споменик Савку Ружићићу (†1892) (Горачићи – Ружичића гробље)
У овом мрачном гробу
почивају земни остатци
блаженоупокоени
САВКО РУЖИЧИЋ
из Горачића
бивши војник у српско турском рату
који поживи чесно 60 год.
а престави се 18 новембра 1892 год.
Бог да му душу прости.
Овај му знак подигоше
његови благодарни синови
Радосав и Живко
своме оцу за знак гроба
док је српског рода.

Надгробни споменик Илији Поповићу (†1897) (Горачићи – Сјеничића гробље)
У овом мрачном гробу
почивају земни остатци
дична Срба
ИЛИЈЕ ПОПОВИЋА
поштовани грађанин
и бивши војник у рату 1876 и 7 и 8 год.
из овог села Горачића
поживе 55 год.
а престави се 3 априла 1897 год.
Бог да му душу прости. (...)

Надгробни споменик Јанићију Јелићу (†1903) (Горачићи – Петковића гробље)
Ево гроба неизбежна двора
ђе с одмара тело од умора
дична Срба
ЈАНИЋИЈА ЈЕЛИЋА
поштованог грађанина из Горачића
бивши војник
у српско-турском рату 1876 и 7 и 8 године.
Поживи 58 год.
а престави се 1 новембра 1903 год.
Бог да му душу прости.
Овај му спомен подиже
његова супруга Цмиљана
и син Радоица.

Надгробни споменик Стевану Седларевићу (†1907) (Горачићи – Седларевића гробље)
Ево гроба неизбежна двора
ђе се одмара тело од умора
дична Срба
СТЕВАНА СЕДЛАРЕВИЋА
поштованог грађанина
овог села Горачића
бивши војник
у српском и турском рату 1876 и 7 и 8 год.
кои часно поживи 57 год.
а умро 1 маја 1907 год.
Бог да му душу прости (...)

Надгробни споменик Кости Стевановићу (†1908) (Горачићи – Черговиште)
Овде почивају
земљни остатци
КОСТЕ СТЕВАНОВИЋА
из Горачића
старог ратоборца
кои часно поживи 67 год.
а престави се 13 јуна 1908 год.
Бог да му душу прости.
Овај му спомен подигоше
његов поштовани син : Милан
и унуци Миљко и Милинко.

Надгробни споменик Саву Кнежевићу (†1909) (Горачићи – Кнежевића гробље)
У овом мрачном гробу почивају
земни остатци
САВЕ КНЕЖЕВИЋА
поштованог грађанина
овог села Горачића
бивши војник сталног кадра
у време рата турског
борац 1877 и 8 год.
кои часно поживи 59 год.
а престави се 26 септембра 1909 год.
Бог да му душу прости.
Овај спомен подиже
његова верна супруга Љубица
син Павле и кћер Пауна.

Надгробни споменик Алекси Стевановићу (†1909) (Горачићи – Черговиште)
Приђи ближе
ој Србине мили роде
умољено постој мало овде
и реците Бог да прости
дична Србина
АЛЕКСУ СТЕВАНОВИЋА
поштованог грађанина
и житеља овог села Грачића
бивши војник
у српско турском рату 1876 и 7 и 8 год.
кои часно поживи 65 год.
а престави се у вечност
16 децембра 1909 године.
Овај му надгробни споменик
подиже његов благодарни син
Симеун Стевановић.

Надгробни споменик Вућићу Стевановићу (†1912) (Горачићи – Породично имање)
У овом мрачном гробу :
почивају земни остатци
дична срба
ВУЧИЋА СТЕВАНОВИЋА
поштованог грађанина
овог села Горачића
бившег ратоборца
у српско турском рату 1876 и 7 и 8 год.
кои часно поживи 85 год.
а престави се у вечност
12 јануара 1912 год:
Бог да му душу прости. (...)

Надгробни споменик Чедомиру Кнежевићу (†1912) (Горачићи – ... гробље)
У овом мрачном гробу
почивају кости
ЧЕДОМИРА КНЕЖЕВИЋА
житеља овог села Горачића
који поживи часно 59 год.
А престави се 8-12-1912 год.
Ратовао је 1876 и 7 и 8 год.
Старешина водник Трнавског батаљона
I класе и одликоват у рату.
Овај знак подигоше му
његови синови Богић и Милан
Кнежевићи.

Надгробни споменик Чедомиру Станковићу (†1915) (Горачићи – Ружичића гробље)
СТАНКОВИЋ ЧЕДОМИР
1843-1915
бивши кмет
и учесник у турским ратовима.

Надгробни споменик Милану Раковићу (†1916) (Горачићи – Раковића гробље)
Овде је сарањен
МИЛАН РАКОВИЋ
из Горачића
поживи 75 г.
у време свог живота бијо је првак
кметовао је више пута
и као ратник одликоват је
ратном медаљом 1878 г.
за врлине своје одликоват је
краљевским орденом
Таковског крста 5 реда 1893 г.
Умро је 11 септембра 1916 г.
Споменик подиже
син Веселин Раковић
и остала родбина.

Надгробни споменик Радивоју Васиљевићу (†1923) (Горачићи – Петковића гробље)
Ево Гроба неизбежна двора
ђе се одмара тело од умора
дична Срба
РАДИВОЈА ВАСИЉЕВИЋА
поштованог грађанина
овог села Горачића
кои часно поживи 77 год.
а престави се у вечност
3 фебруара 1923 год.
кои ратова са Турцима
1876 и 7 и 8 год.
Бог да му душу прости. (...)

Надгробни споменик Панти Главоњи (†1923) (Горачићи – Зимоњића гробље)
Приђи ближе српски роде
те прочитај овај тужни спомен овде
дична Срба
ПАНТА ГЛАВОЊИЋА
поштованог грађанина
овог села Горачића
кои часно поживи 70 год.
а престави сеу вечност
4 септембра 1923 год.
и бивши војник Трнавског баталиона
кои ратова са Турцима 1876 и 7 и 8 год. (...)

Надгробни споменик Милораду Царевићу (†1923) (Горачићи – Сјеничића гробље)
Пред овим спомеником
лежи и одмара се
МИЛОРАД МИШО ЦАРЕВИЋ
из Горачића
који поживи 69 год.
а престави се у вечност
21 новембра 1923 год.
у турском рату 1876 г ратово рањен
и одликован за храброст.
Године 1885 ратово са Бугарима.
У општини је био члан суда
у истој уважавао прву реч
био је вредан и поштован домаћин.
Спомен подигоше синови
Микаило Тикомир Јовица Миленко
и унуци Радомир и Момчило.

Надгробни споменик Јеротију Стевановићу (†1927) (Горачићи – Черговиште гробље)
Ево гроба неизбежна двора
где се одмара тело од умора
ЈЕРОТИЈА СТЕВАНОВИЋА
из Горачића
који часно поживи 80. год.
а ратово са Турцима 1876 и 7 и 8 год.
а умро 18 вебруара 1927 год.
Бог да му душу про[сти].
Овај спомен подиже
његов зет Радомир и ћерка Ката
Милићевићи.

Надгробни споменик Раденку Јоровићу (†1938) (Горачићи – Јаковљевића гробље)
Овде лежи тело
РАДЕНКА М. ЈОРОВИЋА
поштена грађанина
и бившег општинског часника
из Горачића
који пож[иви] 80 год.
а умре 28 де[цембра] 1938 г.
Бог да му душу прости
њему и његовог оца
НИКУ ЈОРОВИЋА
ко[ји] је у своје старости 50 г.
учествовао у турском рату
а погибе 14 авг[уста]у 1876 г.
на Јавору.